# Pazo

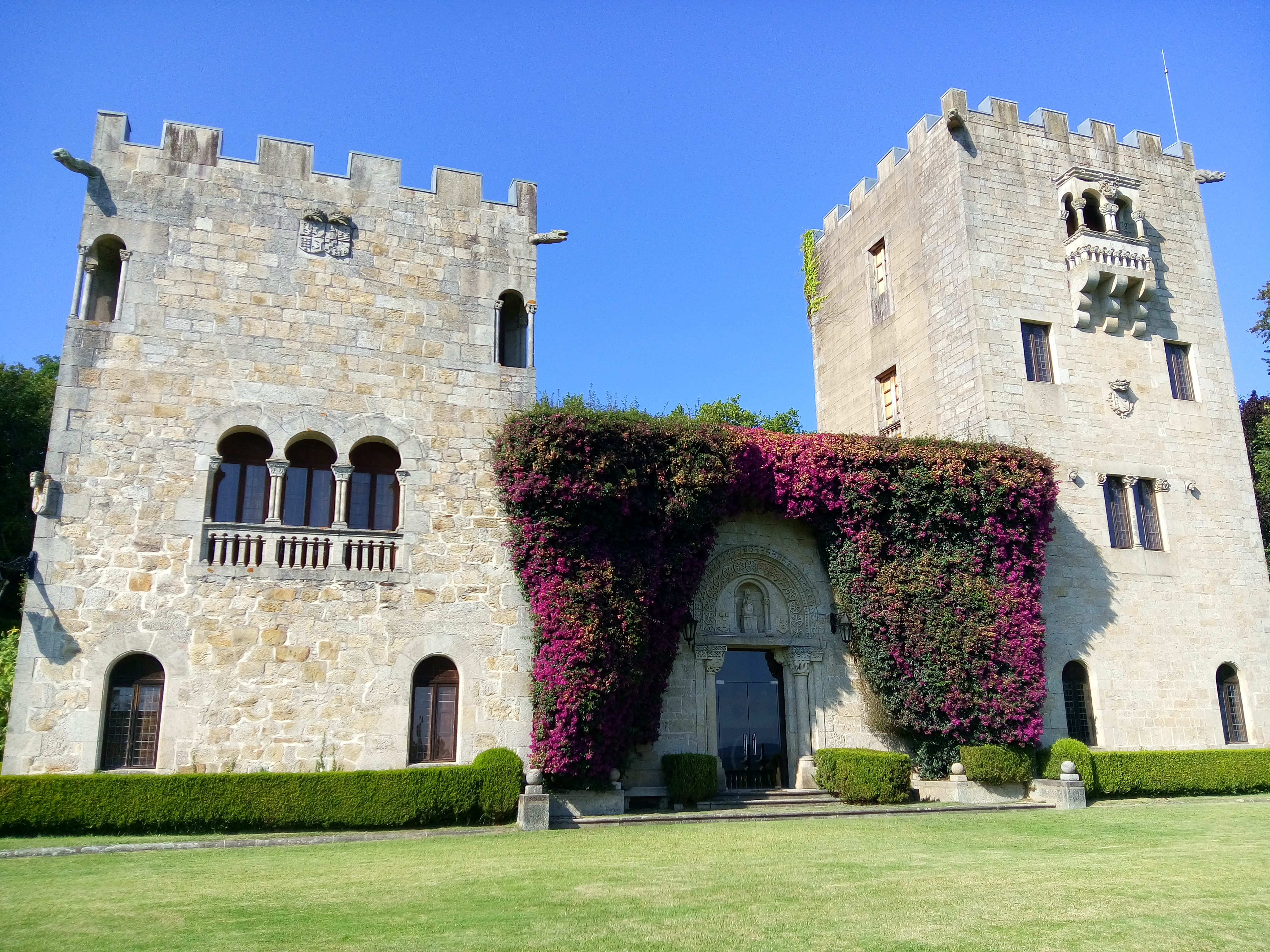
El Pazo de Meirás, a Sada.

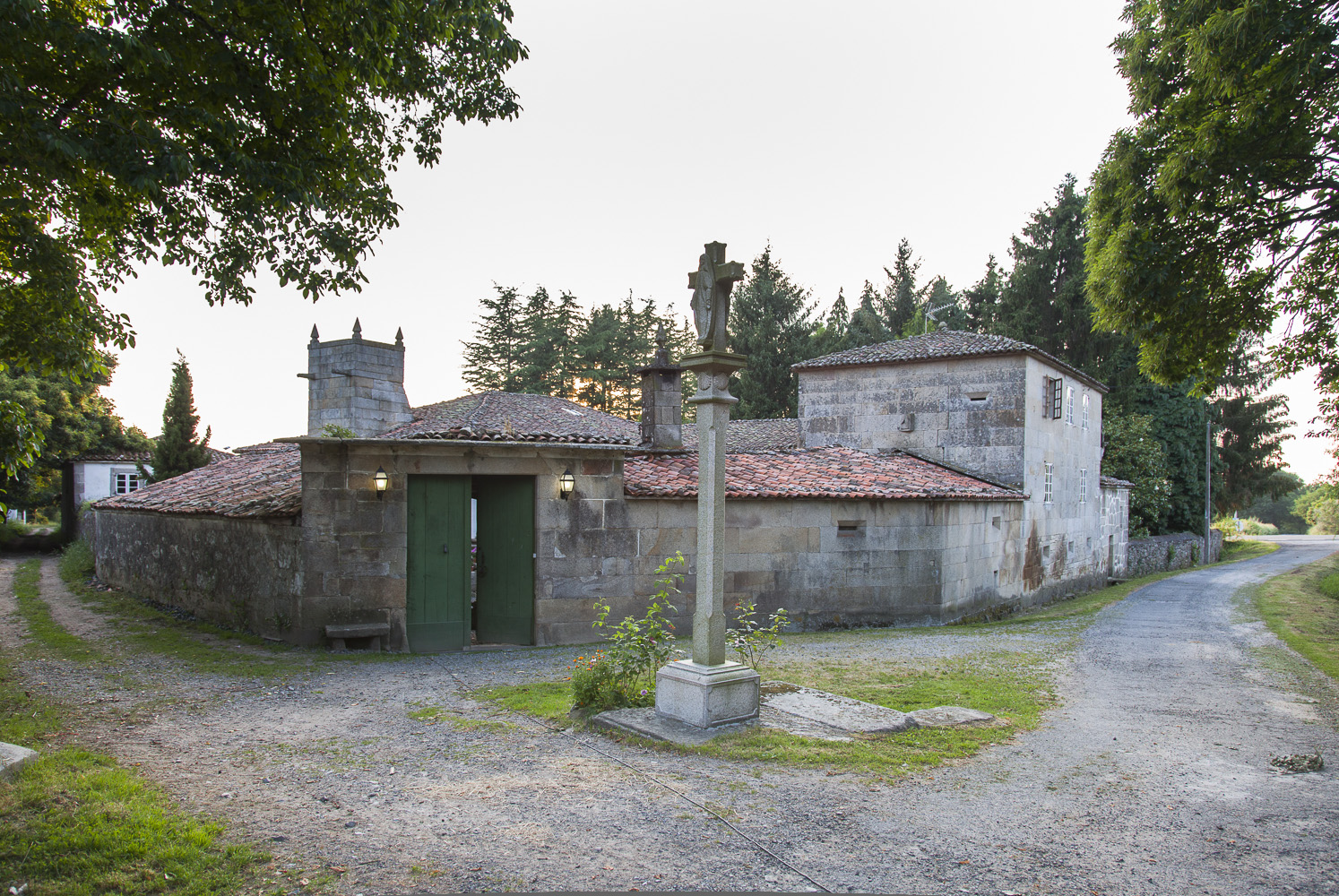
El Pazo de Vilane, a Antas de Ulla.

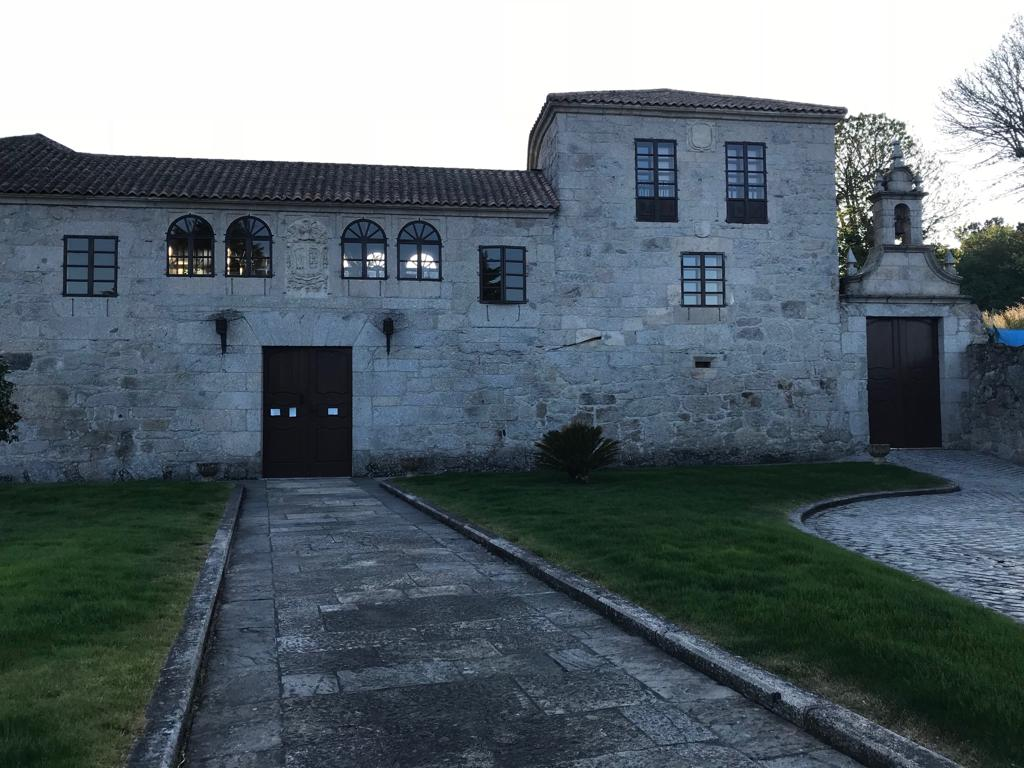
El Pazo do Piñeiro, a Chantada.

El pazo és un tipus de casa pairal tradicional gallega, de caràcter senyorial, normalment situada al camp, que era residència de persones importants de la comunitat (abans, de reis o nobles).

## Història i característiques
En realitat, un pazo és un conjunt d'edificacions: la principal significa la presència social, la importància dels seus amos. Separades solen estar els habitatges del servei i les dependències agràries, com alpendres i quadres.
L'habitatge principal d'un pazo ha de tenir lareira (llar de foc), sostres alts, grans dormitoris, grans salons i un element comú: la pedra. Les parets són sempre de pedra, el terra pot ser també de pedra i de vegades ens trobem amb sostres de pedra.
Alguns pazos, com el d'Oca, destaquen pels seus jardins amb disseny versallesc. L'entorn natural d'altres, com el de Santa Cruz de Rivadulla, destaca per la seva magnífica flora semisalvatge en la qual abunden espècies impròpies del clima gallec.
Van ser d'importància crucial als segles xvii a XIX, relacionats amb l'arquitectura rural i monàstica i amb el sistema d'organització feudal, ja que constituïen una espècie d'unitat de gestió local al voltant dels quals transcorria la vida dels vilatans.
Com a categoria arquitectònica palatina floreix una vegada concloses les refregues senyorials del segle xv, perquè fins llavors els gentilhomes habitaven en torres, construccions més apropiades per a l'activitat bèl·lica. Així, el pazo (o els pazos) van ser convertint-se en la marca social i refugi de la classe hidalga, que va retratar en les seves novel·les Otero Pedrayo a principis del segle xx. També Emilia Pardo Bazán va reflectir en la literatura la vida als pazos, en la seva novel·la Los pazos de Ulloa, que va ser també portada al cinema i a la televisió.
De 700 pazos que hi ha catalogats a Galícia, uns 200 són privats i uns 50 estan dedicats al turisme rural.

## Etimologia
La paraula pazo és un cognat de "palau", perquè procedeix del llatí palatiu(m). Com a curiositat, la paraula portuguesa, llengua propera al gallec, per dir palau és paço.
El pazo dona lloc a nombrosos topònims gallecs, tals com Pazos de Borbén, Pazos de Borela o Pazos de Reis, tres localitats de la província de Pontevedra. Alhora aquests topònims o el pazo mateix donen lloc a diversos antropònims, tals com Pazo, Do Pazo, O Pazo, o Pazos. Aquests antropònims es tornen novament topònims en algunes localitats americanes, com el cas de Pazos Kanki, localitat de la província de Buenos Aires, a l'Argentina, que recorda la memòria de Vicente Pazos Kanki, sacerdot altperuà que va participar en la Revolució de maig.